# Oscar Ask

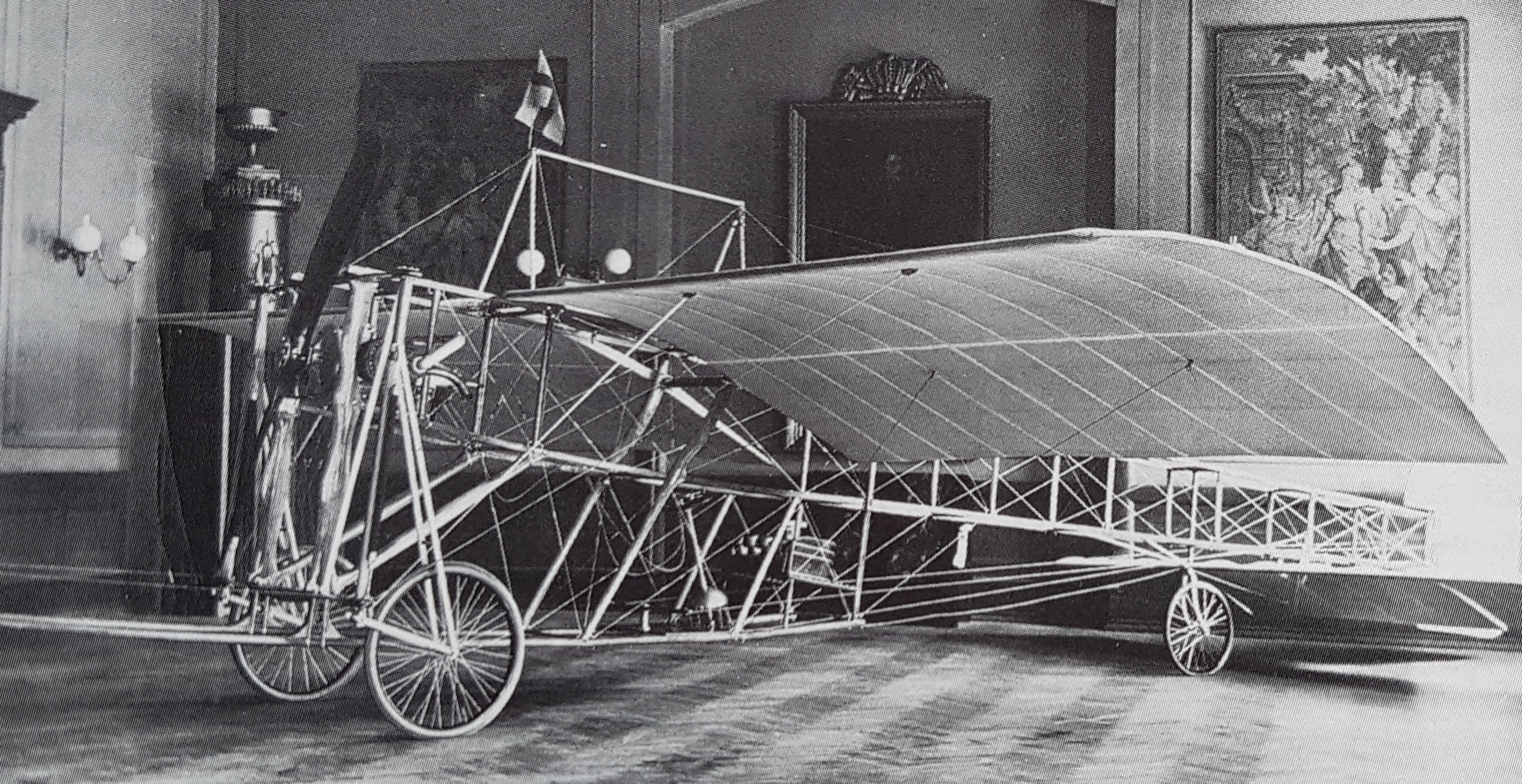
Ask-Nyrop nr 1 utställd på Stadshotellet i Landskrona 1910.

Oscar Anton Ask, född 15 februari 1883 i Landskrona församling, Malmöhus län, död där 19 januari 1916, var en svensk ingenjör, idrottsman, flygplanskonstruktör och flygpionjär. Han var son till handlanden Per Johan Ask och Lisa Nilsdotter.
Tillsammans med Hjalmar Nyrop startade Ask de sista dagarna i december 1909 bygget av Gräshoppan (Ask-Nyrop nr 1) som var en kopia av Louis Blériots Blériot XI. Flygplanet var först utrustat med en fransk luftkyld Farcot motor, men då den visade sig för svag byttes den ut mot en luftkyld fransk Anzani motor. Nyrop genomförde några korta flygningar och blev därmed den första i Sverige att flyga ett svenskbyggt flygplan. Bygget av flygplanet skedde på Nyrops fars båtvarv i Landskrona. När flygplanet var färdigt visades det upp på Stadshotellet i Landskrona den 10 april 1910 samt under flygveckan i Stockholm. För att kunna driva en flygplansfabrik bildade de gemensamt AB Nyrop & Ask den 2 mars 1910, men redan på sommaren samma år skar sig samarbetet mellan de båda och bolaget upplöstes formellt sommaren 1911. Ask skaffade egna lokaler i Landskrona och började bygga det aeroplan som kom att kallas Ask Nr 2 med en tysk vattenkyld Argus motor. Flygplanet blev en blandning av Asks egna idéer och erfarenheterna från Gräshoppan. Den 2 juni 1911 var flygplanet klart för provflygning vid Bonarps hed, men eftersom Ask saknade flygarerfarenhet slutade det hela med ett haveri. Efter att flygplanet reparerats kunde Ask provflyga flygplanet i mitten av juli. Vid en uppvisningsflygning från exercisfältet i Landskrona 12 september 1911 totalhavererade flygplanet och Ask blev skadad. Under vintern 1911–1912 konstruerade och byggde han Ask Nr 3 utrustat med en Argus motor. Flygplanet blev klart för provflygning på Bonarps hed sommaren 1912, den 20 juni totalhavererade flygplanet. Redan innan Ask Nr 3 var färdigt var Ask igång med byggandet av Ask Nr 4 som blev klart för provflygning i slutet av augusti men det slutade med totalhaveri. Enoch Thulin som köpt Carl Cederströms nedslitna flygplan Nordstjernan behövde hjälp med renoveringen och kontaktade Ask om möjligheten att han kunde vara i hans verkstad och samtidigt få hjälp med renoveringen. På hösten 1913 blev Thulin kompanjon med Ask och de bildade "Aeroplanvarvet i Skåne", AVIS. Man startade med att tillverka en Blériot XI, som var en kopia eller licenstillverkning. I augusti 1914 överlåter Ask sina intressen i företaget till Thulin.